# 強格·費特
強格·費特（Jango Fett）是电影星球大戰中的一个為獨立聯邦效勞的賞金獵人，少年時由曼達洛人收養。但他並不被其他的曼達洛人所承認。他為生計將自己的DNA賣到克隆人工廠，成為眾多克隆人军队的母體，其子波巴·費特是唯二一个未经改造的克隆人之一。其於基歐諾西斯戰役中被温杜大师斩首，因此使其子波巴·費特對温杜大师恨之入骨。而他的飛船奴隸1號也在他死後被波巴·費特所接收。